# Phycitopsis flavicornella
Phycitopsis flavicornella är en fjärilsart som beskrevs av Émile Louis Ragonot 1887. Phycitopsis flavicornella ingår i släktet Phycitopsis och familjen mott. Inga underarter finns listade i Catalogue of Life.